# Google TV
Google TV – platforma oprogramowania dla set-top boxów oparta na systemie operacyjnym Google Android. Opracowany przez Google, Intel, Sony i Logitech. Projekt został oficjalnie zapowiedziany przez Google i jego partnerów w dniu 20 maja 2010 roku.